# 西原儀一
西原 儀一（にしはら ぎいち、1929年2月28日 - 2009年8月16日）は、日本の映画監督、脚本家、プロデューサー、俳優。別名義に関谷四郎、千葉隆志などがある。

## 人物
1960年代から1970年代にかけて制作された、葵映画での低予算、扇情主義のピンク映画で知られる。「日本で最も低俗な映画作家」、「ヤクザ映画ファンの間でカルト的人気者」
と呼ばれた。

## 経歴

### 初期の経歴
1929年2月28日大阪府大阪市に生まれ、愛媛県新居浜市で育つ。1945年に野口拳闘クラブに入門。プロボクサーとして活躍し、1946年には日本フェザー級西日本チャンピオンになる。1947年の佐伯幸三監督の大映映画『鉄拳の街』でボクサー役を演じたこのことがきっかけで1949年大映東京撮影所の助監督試験を受けて合格。1949年の映画『歌の明星』では、佐伯の助監督を務めた。1952年宝塚映画に入社。彼の仕事は助監督ではなく、フリーで仕事をこなす「ノンポジションスタッフ」という特殊なものであった。
その後、舞台演出を経て、1956年に榎プロの『深夜の決闘』で監督デビュー
その後、松竹、毎日テレビ、NHK大阪放送局など複数スタジオで演出を手がける。

### 1960年代
1962年に日本初のピンク映画である『肉体の市場』(香取環主演)が大ヒット。1960年代中期のピンクブームの中で、多くの小さなスタジオがこのような安くかつ利益になるソフトコアなポルノ劇場映画を制作する体制を作った。そのスタジオの一つが1965年に設立した葵映画であり、西原も設立に関わっていた。(尚、葵映画は大阪の「やくざ」の"front"（前線）であったと主張する人もいる)。
1965年に『激情のハイウェー』でピンク映画を初監督。葵映画専属であった香取とコンビを組み、ピンク映画の傑作・佳作を次々に製作していった。

### 1970年代
香取は1960年代の終わりに葵映画スタジオを去る。彼女のおかげで、西原のプロデュースした作品は利益を生んだが、目立って成功したわけではなかった。女優泉ユリが1970年代初め頃に参加してから、初めてヒット作を生み出しはじめた。その後、西原と泉は結婚したという。
70年代後半、西原と泉は当時のピンク映画製作会社としては大手の新東宝興業で映画を作り始めた。この時期の作品としては『もう一度襲る！』や『現代猟奇性犯罪』（どちらも1976年）がある。

### その後
1985年に映画業界を引退。2002年に『やくざ監督　東京進出』を出版。これは、彼の波乱に満ちた生涯と、犯罪者との出会いについて語った回想録である。2009年9月、西原と香取環の1960年代の仕事を主題とした回顧展が、神戸プラネット映画資料館で開かれた。この回願展直前の2009年8月16日に肺気腫からの肺炎で死去。
西原の経歴について、Allmovieはこう書いている。"No one ever accused Nishihara of being the most subtle filmmaker in the world, but at least he manages to keep the tawdry proceedings lively."（誰も西原を、世界で最も巧みな映画監督とは言わないだろう。しかし、少なくとも彼は低俗な作品づくりを活き活きと続けた）

### 作品評
『狙う』（1967年）は犯罪ドラマで、香取は強盗団の三人の男とともに戦い、唯一の生き残りだった。1967年の『泣き濡れた情事』は、中年男と彼の娘との香取の関係を描いたメロドラマ。
『乱れた関係』（1967年）は、香取がホストクラブで働く恋人に金銭的支援をする女性を演じる。クラブで働く女性とその恋人が浮気関係にあることを知ってしまうと、その二人に復讐を目論む。
『肉体の誘惑』（1967年）は、『Japanese Cinema Encyclopedia: The Sex Films』で西原の他の「映画の乱交」の大きな違いは、香取が72分の映画の中で、一度でなく二度レイプされることであるとしている。香取が夫がいない間にこれらの恥辱を受け、恥じて自殺をしてしまうという物語。
『桃色電話』（1967年）は西原と香取がコメディに挑んだ異色な冒険的作品。物語は、日本で一番の酒飲みになる夢を持つ男の話。『異常な反応 悶絶』（1967年）は、香取がある主婦の夫の死を偽装しようとする役で共演するエロスリラー映画。その「未亡人」が夫が死んでいないことを知ると、彼女は夫と香取がベッドに居る間に杭を刺して復讐しようとする。『Japanese Cinema Encyclopedia: The Sex Films』はこれを監督の「幾分自制した初期作品」と呼び、加えて.「暴力はつかの間である。セックスシーンえさえ西原の後の作品と比べるとぎこちない」としている。
『引裂かれた処女』（1968年）は香取が、彼女をレイプした男が恋人であったことを知る女子高生の役をする。Weissersはこの映画を西原が監督したにしては「驚くほど洗練されている」と評している。『性の階段』（1968年）では、白人女優の異国風アピールを利用して、西原は香取と二人の外国人女優を共演させている。
『現代猟奇性犯罪』（1976年） Weissersは『Japanese Cinema Encyclopedia: The Sex Films report』で、「これはおそらく西原の最高作であるが、鼠咬症、皮膚疾患、ダニチフスから選ぶようなものだ。総じてとても悪い」と評している。AllmovieのRobert FirschingもこのWeisserの意見に賛成しており、本作について「西原の最も熟練した映画。人物描写に集中しており、いつもの病的なレイプよりはずっとサスペンスだ」と評している。
この時期の彼の映画は「ねじれたプロットが恐怖を煽る淡々としたスタイルで展開されている」と言及されている。
1970年代の西原の「驚くほどの低俗さ」の一つの典型的なプロットは、『異常情痴事件:剃刀』（1977年）に見ることができる。この映画のヒロインのレイコは、父と愛しあっている間に彼がほぼ致命的な心臓発作を起こしたため心配している。彼らが肉体関係を続ければ彼は発作を引き起こしてしまうという懸念のため、彼女は助言を求め弁護士を訪ねる。弁護士は彼女に、セックスをやめるために結婚することを勧める。弁護士はそしてレイコをレイプする。レイプは弁護士の恋人からの電話で中断する。弁護士はレイコに出て行くように言い、彼の恋人が来たため、彼女をもうレイプする必要はなくなった。レイコは弁護士に、彼女が父に本当に結婚すると思わせるために婚約者を演じてくれと頼む。策略は実にうまくいく。父は彼女を信じ、衝撃と悲しみから、心臓発作を起こし死んでしまう。レイコは弁護士を肉切り包丁で殺す。

## 作品
| 作品名             | 公開日         | キャスト                                              | スタジオ          | 備考                                            |
| ------------------ | -------------- | ----------------------------------------------------- | ----------------- | ----------------------------------------------- |
| 激情のハイウェー   | 1965年8月      | 葵真由美 松井功 守屋節子                              | 葵映画            | 66 min. モノクロ 西原のピンク映画監督デビュー作 |
| 狙う               | 1967年1月21日  |                                                       | 葵映画            | パートカラー                                    |
| 泣き濡れた情事     | 1967年3月28日  | 香取環                                                | 葵映画            | パートカラー                                    |
| 乱れた関係         | 1967年5月9日   | 香取環 里見孝二 清水世津                              | 葵映画            | パートカラー                                    |
| 肉体の誘惑         | 1967年7月11日  | 香取環 森三千代 千月のり子 野上正義 港雄一 大原譲二   | 葵映画            | 72分、パートカラー                              |
| 桃色電話           | 1967年8月26日  |                                                       | 葵映画            | パートカラー                                    |
| 異常な反応 悶絶    | 1967年11月21日 | 香取環 梓マリ 天野照子 松浦康                         | 葵映画            | パートカラー                                    |
| 牝罠               | 1967年12月     | 香取環 中原美智 森三千代 渚マリ 国分二郎              | 葵映画            | 66分、パートカラー                              |
| 性の階段           | 1968年3月      | 香取環 エディ・マックネア マールリン・ウィーレ        | 葵映画            | 71分、パートカラー                              |
| 引裂かれた処女     | 1968年8月      | 香取環 矢島広志                                       | 葵映画            | パートカラー                                    |
| 裏切りの色事       | 1968年12月     |                                                       | 葵映画            | パートカラー                                    |
| おいろけ天使       | 1969年2月      | 香取環 白川和子 清水世津 津崎公平 三重街恒二 一星ケミ | 葵映画            | 74分、パートカラー                              |
| 女の谷に悪魔が棲む | 1972年9月      | 仲裕美 高瀬リナ 上原アキ 泉ユリ                       | 葵映画            | 70分、パートカラー 関谷四郎名義。               |
| 現代猟奇性犯罪     | 1976年8月      | 杉佳代子 中山光生 泉ユリ                              | 葵映画 新東宝興業 |                                                 |
| 異常情痴事件:剃刀  | 1977年         | 泉ユリ 国分二郎                                       | 葵映画            |                                                 |
| もう一度襲る!      | 1979年1月      | 泉ユリ 霜川マリ 戸川栄二 西原譲                       | 新東宝興業        |                                                 |